# Liechtenstein op de Olympische Winterspelen 1960
Tijdens de Olympische Winterspelen van 1960, die in Squaw Valley (Verenigde Staten) werden gehouden, nam Liechtenstein voor de vierde keer deel.

## Deelnemers en resultaten

### Alpineskiën
| Olympiër      | Discipline       | Resultaat | Prestatie                    |
| ------------- | ---------------- | --------- | ---------------------------- |
| Adolf Fehr    | afdaling (m)     | 41e       | 2.27,4 (+21,4)               |
| Adolf Fehr    | reuzenslalom (m) | 43e       | 2.13,3 (+25,0)               |
| Adolf Fehr    | slalom (m)       | dq        | diskwalificatie              |
| Herman Kindle | afdaling (m)     | 49e       | 2.29,4 (+23,4)               |
| Herman Kindle | reuzenslalom (m) | 40e       | 2.11,7 (+23,4)               |
| Herman Kindle | slalom (m)       | 27e       | 2.45,7 (+36,8) 1.28,7+1.17,0 |
| Silvan Kindle | afdaling (m)     | 49e       | 2.29,4 (+23,4)               |
| Silvan Kindle | reuzenslalom (m) | 39e       | 2.08,9 (+20,6)               |
| Silvan Kindle | slalom (m)       | 21e       | 2.30,7 (+21,8) 1.19,3+1.11,4 |

Argentinië · Australië · Bulgarije · Canada · Chili · Denemarken · Duits eenheidsteam · Finland · Frankrijk · Groot-Brittannië · Hongarije · IJsland · Italië · Japan · Libanon · Liechtenstein · Nederland · Nieuw-Zeeland · Noorwegen · Oostenrijk · Polen · Sovjet-Unie · Spanje · Tsjecho-Slowakije · Turkije · Verenigde Staten · Zuid-Afrika · Zuid-Korea · Zweden · Zwitserland